# Doug Atkins
Douglas Leon Atkins (Humboldt, Tennessee, 8 de mayo de 1930-Knoxville, Tennessee, 30 de diciembre de 2015) fue un jugador estadounidense de fútbol americano. Jugó como defensive end con los Cleveland Browns, los Chicago Bears y los New Orleans Saints. Era miembro del Salón de la Fama del Fútbol Americano Universitario y del Salón de la Fama del Fútbol Americano Profesional.

## Carrera universitaria
Atkins originalmente asistió a la Universidad de Tennessee por medio de una beca para jugar baloncesto, pero cuando el entrenador de Tennessee, el General Robert R. Neyland vio su combinación de tamaño y agilidad, fue reclutado para el equipo de fútbol americano. Atkins fue campeón nacional con los Volunteers en 1951. Fue designado como All-America y al salir de la universidad, los Cleveland Browns lo escogieron como su primera selección en el Draft de 1953. Atkins fue uno de los pocos jugadores de Tennessee que tuvo el honor de que su número fuera retirado en su alma mater.

## Carrera profesional
Atkins comenzó su carrera en la NFL con los Cleveland Browns, pero sus mejores años como profesional fueron con los Chicago Bears. Las primeras dos temporadas de Atkins fueron con Cleveland antes de ser canjeado a Chicago en 1955. En Chicago Atkins rápidamente se convirtió en el líder de una unidad defensiva devastadora. Con los Bears Atkins fue seleccionado como all-NFL en 1958, 1960, 1961 y 1963; así mismo fue titular en el Pro Bowl en ocho de sus últimos nueve años con Chicago. 
Ganó los Campeonatos de la NFL de 1954 con Cleveland y el de 1963 con Chicago.
Antes de la temporada de 1967 Atkins solicitó ser cambiado de equipo, y fue a jugar con los New Orleans con quienes jugaría hasta 1969 cuando se retiró.

## Honores
Logró llegar tanto al Salón de la Fama del Fútbol Americano Universitario (1985) como al Salón de la Fama del Fútbol Americano Profesional (1982). Su número (#91) fue retirado por parte de la Universidad de Tennessee en 2005. 
A pesar de que solo jugó tres años con New Orleans, el club también decidió retirar su uniforme (#81), siendo uno de los tres uniformes retirados de este equipo. Los otros son Jim Taylor y Archie Manning.